# Usseau, Deux-Sèvres

Usseau este o comună în departamentul Deux-Sèvres, Franța. În 2009 avea o populație de 889 de locuitori.